# Гайквади

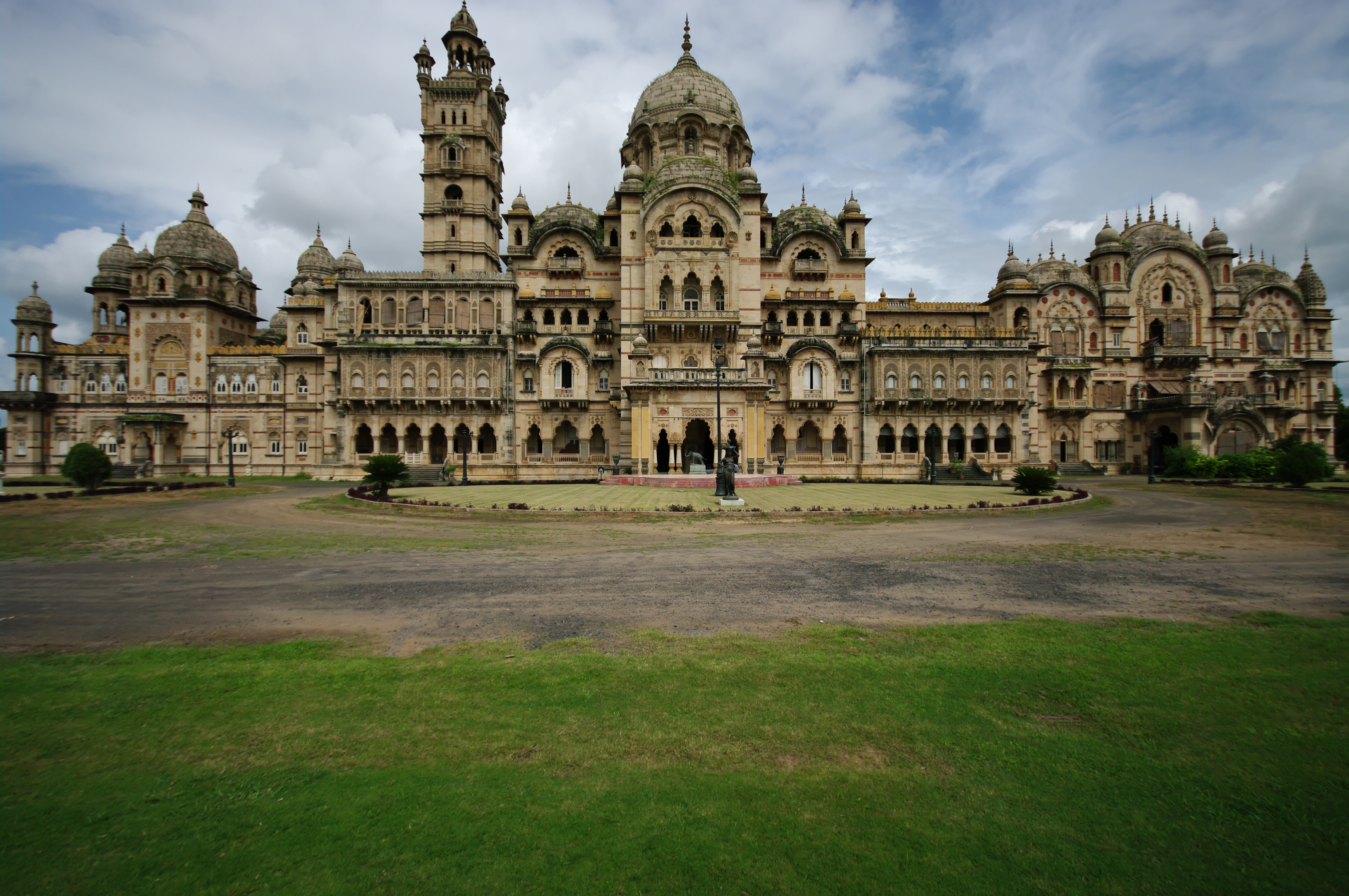
Палац магараджів Вадодари

Гайквади (гудж. ગાયકવાડ; маратхі गायकवाड) — маратхська династія, представники якої були полководцями та магараджами Вадодари.

## Історія
Становлення династії почалось із завоювання маратхами Гуджарату на початку XVIII століття. 1721 року генерал Піладжі Рао Гайквад отримав від пешви право збору податку «чаутх» («маратхська четвертина») з Гуджарату. Генерал влаштувався у форті Сонгадх, що згодом став резиденцією династії. Так було засновано князівство Барода, в якому Гайквади стали магараджами.

1805 року за підсумками другої англо-маратхської війни Гайквади, уклавши з англійцями окремий субсідіарний договір, стали васалами британців, передавши до їх рук зовнішні відносини в обмін на внутрішню автономію.
Після розділу Британської Індії магараджа Пратап Сінгх Гайквад підписав угоду, відповідно до якої від 1949 року князівство Барода стало частиною Індійського Союзу, а сам він припинив бути правителем. Представники династії Гаеквад дотепер проживають в Індії й беруть активну участь у політичному житті країни.